# Сова болівійська
Сова́ болівійська (Strix chacoensis) — вид птахів родини совових (Strigidae). Поширений у Південній Америці.

## Поширення
Вид зустрічається в регіонах Чако і Монте на півдні Болівії, західному Парагваї та північно-центральній частині Аргентини. Населяє напіввідкриті сухі ліси чако з колючою чагарниковою рослинністю.

## Опис
Сова болівійська має довжину від 35 до 38 см. Самці важать від 360 до 435 г, а самиці — від 420 до 500 г. Має круглу голову без вушних пучків. Дорослі особини мають блідо-сірувато-білий лицевий диск з концентричними темними лініями. Верхня частина тіла темно-коричнево-чорна з вузькими білими та жовтуватими червоними перегородками. Нижня частина брудно-біла з темно-коричневими смугами. Хвіст темно-сірувато-коричневий з вузькими світлими смугами.

## Спосіб життя
Сутінковий вид сов, який веде нічний спосіб життя. Зазвичай живе в густому листі дерев або кущів. Іноді сидить прямо на землі. Раціон включає дрібних ссавців і птахів, а також інших дрібних хребетних. Також їсть комах. Зазвичай розмножується в дуплах дерев, але у виняткових випадках будує гніздо прямо під кущем або поваленим деревом. Кладка складається з двох-трьох білих яєць. Насиджує тільки самиця.